# Суперахромат
Суперахромат — объектив, разработанный Максом Херцбергером (нем. Maximillian J. Herzberger), у которого почти полностью устранена хроматическая аберрация. Фокусное расстояние у такого объектива уравнено для четырёх точек спектра. Одновременно скорректированы сферическая аберрация и кривизна поля изображения. Из-за ограниченного выбора оптических стёкол и частичной дисперсии, суперахроматы должны использовать дорогую флюоритовую оптику и изготовлены с очень малыми допусками.